# Keld Johnsen
Keld Johnsen (født 1950) er en dansk læge, dobbelt verdensmester i orienteringsløb og tidligere langdistanceløber. Han vandt Eremitageløbet to gange.

## Personlige rekorder
- 3000 m: 7.58,89
- 5000 m: 13.46,24
- 10000 m: 28.35,66
- Maraton: 2.14,32

## Resultater
Keld Johnsen deltog i 1982 i EM på 10.000 m og blev nr. 18 med tiden 29.08,32.